# Campionati mondiali di tchoukball
I campionati mondiali di tchoukball (World Tchoukball Championship - WTC) rappresentano la più importante competizione di questa discliplina. Sono organizzati dalla Fédération internationale de tchoukball dal 1984 e nel 2011 a Ferrara, in Italia, si è svolta la 7ª edizione.
Inizialmente la cadenza era ogni tre anni, fino alla battuta d'arresto dopo il mondiale del 1990: per ben dieci anni non si svolse più nessun tipo di competizione ufficiale per nazioni.

Nel 2000 ripresero i mondiali, questa volta con cadenza biennale, ma dopo il mondiale del 2004 furono organizzate altre manifestazioni internazionali che interruppero la normale cadenza del WTC:
- 2005: World Beach Tchoukball Championship (WBTC - Mondiale di Tchoukball su sabbia) -  Ginevra, Svizzera
- 2007: World Games Warm Up Championship (Preparazione ai Giochi mondiali) - Kaohsiung, Taiwan
- 2009: World Games 2009 - Giochi mondiali del 2009 -  Kaohsiung, Taiwan

Inoltre dal 2003 esistono le competizioni continentali che fino al 2010 si svolgevano di norma negli anni in cui non era previsto il mondiale o altra competizione di livello globale:
- European Tchoukball Championship (ETC):  Rimini 2003,  Macolin 2006,  Ústí nad Labem 2008,  Hereford 2010 ;
- Asian Pacific Tchoukball Championship (APTC): Nashik 2003,  Kaohsiung 2006,  Hong Kong 2008,  Singapore 2010,  Bacolod 2012;
- South American Tchoukball Championship (SATC):   Concordia 2006,   Concordia 2008,   San Paolo 2010,   Atlántida 2012;
- African Tchoukball Championship (ATC):  Accra 2010,   Lomé 2012;
- South East Asian Tchoukball Championship (SEATC):  Ho Chi Minh 2011[2]

Nell'anno 2011, nel mese di luglio, si sono svolti i primi mondiali giovanili, World Youth Tchoukball Championship (WYTC), a Traiskirchen, in Austria.
Nel corso del WTC di Ferrara 2011 si è svolta la General Assembly tra le Federazioni Nazionali affiliate alla FITB che hanno stabilito la nuova cadenza delle varie manifestazioni internazionali. In ogni ciclo di quattro anni si svolgeranno nell'ordine:
1. tornei continentali (ETC, APTC, SATC, ATC)
2. giochi mondiali
3. mondiali giovanili (WYTC) e tornei continentali (APTC, SATC, ATC)
4. mondiali (WTC)

Le nazioni europee hanno deciso di disputare la propria manifestazione continentale ogni quattro anni, a partire dal 2010, mentre gli altri continenti hanno preferito mantenere la cadenza biennale; infatti nell'anno 2012 si sono svolti i nuovi APTC, SATC e ATC, mentre il primo ETC dopo quello di Hereford 2010 si svolgerà nel 2014 in Germania.
Tuttavia questa programmazione verrà modificata poiché il tchoukball ha scarse probabilità di essere inserito nel programma ufficiale dei Giochi mondiali 2013, in programma a Cali (Colombia), se non con una versione dimostrativa su sabbia. Ciò ha già comportato l'anticipazione di un anno dei campionati mondiali giovanili inizialmente previsti per il 2014 a Taiwan, anticipazione che potrebbe interessare anche l'ETC, se non addirittura il WTC in programma attualmente per il 2015.

## Albo d'oro

### Maschile

#### Senior

##### Indoor
| Anno | Sede            | Oro      | Argento       | Bronzo        |
| ---- | --------------- | -------- | ------------- | ------------- |
| 1984 | Taipei          | Taiwan   | Gran Bretagna | Giappone      |
| 1987 | Neuchâtel       | Taiwan   | Gran Bretagna | Giappone      |
| 1990 | Portsmouth      | Taiwan   | Gran Bretagna | Francia       |
| 2000 | Ginevra         | Taiwan   | Gran Bretagna | Svizzera      |
| 2002 | Loughborough    | Taiwan   | Svizzera      | Gran Bretagna |
| 2004 | Kaohsiung       | Svizzera | Taiwan        | Canada        |
| 2011 | Ferrara         | Taiwan   | Italia        | Singapore     |
| 2015 |                 | Taiwan   | Singapore     | Italia        |
| 2019 | Nilai, Malaysia | Taiwan   | Italia        | Singapore     |

##### Beach
| Anno | Sede    | Oro    | Argento | Bronzo |
| ---- | ------- | ------ | ------- | ------ |
| 2005 | Ginevra | Taiwan | ?       | ?      |

#### Under-18
| Anno | Sede         | Oro            | Argento     | Bronzo         |
| ---- | ------------ | -------------- | ----------- | -------------- |
| 2011 | Traiskirchen | Italia U-18    | Taiwan U-18 | Svizzera U-18  |
| 2015 |              | Singapore U-18 | Taiwan U-18 | Hong Kong U-18 |

#### Under-15
| Anno | Sede         | Oro            | Argento        | Bronzo      |
| ---- | ------------ | -------------- | -------------- | ----------- |
| 2011 | Traiskirchen | Singapore U-15 | Brasile U-15   | Italia U-15 |
| 2015 |              | Taiwan U-15    | Singapore U-15 | Cina U-15   |

#### Under-12
| Anno | Sede         | Oro         | Argento                  | Bronzo        |
| ---- | ------------ | ----------- | ------------------------ | ------------- |
| 2011 | Traiskirchen | Taiwan U-12 | Emirati Arabi Uniti U-12 | Brasile U-12  |
| 2015 |              | Taiwan U-12 | Singapore U-12           | Malaysia U-12 |

### Femminile

#### Senior

##### Indoor
| Anno | Sede            | Oro    | Argento       | Bronzo        |
| ---- | --------------- | ------ | ------------- | ------------- |
| 1984 | Taipei          | Taiwan | Giappone      | Corea del Sud |
| 1987 | Neuchâtel       | Taiwan | Gran Bretagna | Giappone      |
| 1990 | Portsmouth      | Taiwan | Gran Bretagna | Giappone      |
| 2000 | Ginevra         | Taiwan | Gran Bretagna | Svizzera      |
| 2002 | Loughborough    | Taiwan | Svizzera      | Gran Bretagna |
| 2004 | Kaohsiung       | Taiwan | Svizzera      | Canada        |
| 2011 | Ferrara         | Taiwan | Svizzera      | Singapore     |
| 2015 |                 | Taiwan | Singapore     | Gran Bretagna |
| 2019 | Nilai, Malaysia | Taiwan | Italia        | Singapore     |

##### Beach
| Anno | Sede    | Oro    | Argento | Bronzo |
| ---- | ------- | ------ | ------- | ------ |
| 2005 | Ginevra | Taiwan | ?       | ?      |

#### Under-18
| Anno | Sede         | Oro            | Argento       | Bronzo       |
| ---- | ------------ | -------------- | ------------- | ------------ |
| 2011 | Traiskirchen | Taiwan U-18    | Italia U-18   | Austria U-18 |
| 2015 |              | Singapore U-18 | Malaysia U-18 | India U-18   |

#### Under-15
| Anno | Sede         | Oro         | Argento        | Bronzo        |
| ---- | ------------ | ----------- | -------------- | ------------- |
| 2011 | Traiskirchen | Italia U-15 | Austria U-15   |               |
| 2015 |              | Taiwan U-15 | Singapore U-15 | Malaysia U-15 |

#### Under-12
| Anno | Sede | Oro            | Argento       | Bronzo           |
| ---- | ---- | -------------- | ------------- | ---------------- |
| 2015 |      | Singapore U-12 | Malaysia U-12 | Singapore U-12 B |